# Armin Kleinau
Armin Kleinau (* 25. April 1961 in Gardelegen) ist ein deutscher Politiker (CDU). Er war vom 18. März bis 3. Oktober 1990 Mitglied der ersten und letzten frei gewählten Volkskammer sowie kurzzeitig Mitglied im Landtag von Sachsen-Anhalt.

## Leben und Beruf
Nach dem Besuch der Polytechnischen Oberschule in Estedt und der Erweiterten Oberschule in Gardelegen legte er 1979 das Abitur ab und studierte 1979 bis 1984 Baumaschinenbau an der TU Magdeburg. Er schloss das Studium als Diplomingenieur ab und arbeitete 1984 bis 1987 als Konstrukteur.
1990 bis 1992 war er Mitarbeiter in der Senatsverwaltung für Gesundheit in Berlin.
Armin Kleinau ist evangelisch, verheiratet und hat drei Kinder.

## Partei
Seit 1983 war Armin Kleinau Mitglied der Blockpartei CDU und dort CDU-Ortsverbandsvorsitzender in Engersen und stellvertretender CDU-Kreisvorsitzender Gardelegen. Seit 1987 war er Stadtrat für Verkehrswesen, Umweltschutz und Wasserwirtschaft in der Stadtverwaltung Gardelegen.

## Abgeordneter
Von der Volkskammerwahl 1990 am 18. März bis zur Deutschen Wiedervereinigung am 3. Oktober 1990 war er Mitglied der ersten und letzten frei gewählten Volkskammer. Er wurde im Wahlkreis 10 (Magdeburg) gewählt.
Vom 14. bis 27. Oktober 1990 war er Mitglied im Landtag von Sachsen-Anhalt. Er schied jedoch vor der konstituierenden Sitzung am 28. Oktober aus dem Landtag aus, nachdem er sein Mandat nach Stasi-Vorwürfen niedergelegt hatte. Nachrücker war Gerd Gies, der in der konstituierenden Sitzung zum Ministerpräsidenten gewählt wurde.